# Nyctimene
Nyctimene — рід рукокрилих з родини криланових.

## Морфологія
Морфометрія. Довжина голови й тіла: 68—136 мм, довжина хвоста: 15—30 мм, довжина передпліччя: 50—86 мм, вага: 22—93 грами.
Опис. Забарвлення зазвичай жовто-коричнево-сіре зверху але в деяких видів коричнювато жовте чи кремове. Низ блідіший. Темно-коричнева спинна смуга зазвичай присутня; крила, передпліччя, і вушні мембрани поцятковані жовтим. Іншими крилановими з контрастними жовтими плямами є Paranyctimene і Balionycteris. Характерні трубчасті ніздрі, що виступають з верхньої поверхні морди до довжини приблизно 6 мм. Цей рід відрізняється від Paranyctimene, єдиного роду рукокрилих, з яким він може бути сплутаний, стоматологічними особливостями. 

## Види
- Nyctimene
  - Nyctimene aello
  - Nyctimene albiventer
  - Nyctimene cephalotes — типовий вид
  - Nyctimene certans
  - Nyctimene cyclotis
  - Nyctimene draconilla
  - Nyctimene keasti
  - Nyctimene major
  - Nyctimene malaitensis
  - Nyctimene masalai
  - Nyctimene minutus
  - Nyctimene rabori
  - Nyctimene robinsoni
  - Nyctimene sanctacrucis
  - Nyctimene vizcaccia
  - Nyctimene wrightae